# Kockovaella sacchari
Kockovaella sacchari är en svampart som beskrevs av M. Takash. & Nakase 1998. Kockovaella sacchari ingår i släktet Kockovaella och familjen Cuniculitremaceae.   Inga underarter finns listade i Catalogue of Life.